# For Swingers Only
For Swingers Only — студійний альбом американської джазової співачки Лорес Александрії, випущений у 1963 році лейблом Argo.

## Опис
Цей альбом вийгов у 1963 році, і став десятим випущеним для співачки Лорес Александрії і її четверти на лейблі Argo. Александрія була уродженкою Чикаго і тому вона здобула тут вже репутацію співачки. У 1964 році вона переїхала до Лос-Анджелеса, де записувала саундтреки, працювала на телебаченні.
На відміну від її попередніх сесій для Argo, цей був записаний в Чикаго на студії Ter-Mar Recording Studios. Її гурт включає декількох постійних музикантів, зокрема гітариста Джорджа Ескриджа і ударника Філа Томаса. Також тут присутні чиказький піаніст Джон Янг і саксофоніст/флейтист Рональд Вілсон. Для цієї сесії басистом був запрошений Джиммі Гаррісон з квартету Джона Колтрейна.
Серед пісень «Baltimore Oriole» Хогі Кармайкла, «Little Girl Blue» Гарта-Роджерса і блюз «Mother Earth» Мемфіса Сліма.

## Список композицій
1. «Baltimore Oriole» (Хогі Кармайкл, Пол Френсіс Вебстер) — 3:09
2. «Little Girl Blue» (Лоренц Гарт, Річард Роджерс) — 3:31
3. «All or Nothing at All» (Джек Лоуренс, Артур Олтмен) — 2:10
4. «Traveling Down a Lonely Road» (Міккеле Гальдьєрі, Дон Рей, Ніно Рота) — 2:30
5. «Mother Earth» (Пітер Четмен) — 4:54
6. «Love Look Away» (Оскар Гаммерстайн ІІ, Річард Роджерс) — 3:47
7. «The End of a Love Affair» (Едвард Реддінг) — 2:49
8. «That Old Devil Called Love» (Доріс Фішер, Алан Робертс) — 3:54

## Учасники запису
- Лорес Александрія — вокал
- Рональд Вілсон — тенор-саксофон, флейта
- Джон Янг — фортепіано
- Джордж Ескридж — гітара
- Джиммі Гаррісон — контрабас
- Філ Томас — ударні

Технічний персонал
- Есмонд Едвардс  — продюсер
- Рон Мало — інженер
- Дон С. Бронстейн — обкладинка